# Mochlodon
Mochlodon („pruhovaný zub“) je rod ptakopánvých dinosaurů z období pozdní křídy (věky santon až kampán, asi před 86 až 80 miliony let). Paleontologové se nejprve domnívali, že spadá pod rod Iguanodon, ale později byl zahrnut do rodu Rhabdodon. Nakonec byl překlasifikován jako samostatný rod. Jeho holotyp, sestávající z nálezu zubů a dvou obratlů, pochází z Rakouska a poprvé byl popsán roku 1871. Typovým druhem je Mochlodon suessi. Fosilie druhu M. vorosi byly objeveny v souvrství Csehbánya na území Maďarska.

## Popis
Mochlodon byl relativně malý ornitopodní dinosaurus z kladu Rhabdodontomorpha. Celková hmotnost tohoto ornitopoda je odhadována přibližně na 41 kilogramů. Hmotnost druhu M. vorosi byla nicméně v roce 2014 odhadnuta na 31 kilogramů. Podle jiných odhadů však dosahoval délky až 4,5 metru a hmotnosti v řádu stovek kilogramů.
Živil se pravděpodobně spíše tvrdší vegetací, na rozdíl od ankylosaura rodu Hungarosaurus, který se specializoval na měkčí vegetaci ve stejných ekosystémech.